# Деревенский стан
Деревенский стан — административно-территориальное образование в северной части Коломенского уезда (по доекатерининскому административно-территориальному делению). Граничил с Левычинским и Песоченским станами Коломенского уезда, а также с Московским уездом. Впервые упоминается в духовной Ивана Калиты (1336). Просуществовал до губернской реформы Екатерины II.

## Погосты
Погостов на территории стана не зафиксировано

## Поселения
На территории Деревенского стана располагаются следующие населенные пункты:
- Василево
- Вишняково
- Денежниково
- Дор
- Дьяково
- Ильинское
- Кочина Гора
- Малышево
- Нестерово
- Овчинкино
- Панино
- Пушкино
- Салтыково
- Сельцо
- Хлыново
- Ширяево